# Episodi di The Latest Buzz (terza stagione)
La terza stagione della serie televisiva The Latest Buzz è composta da 26 episodi.
Messa in onda:
- Italia:
  - Rai: 2012 - ...

| Numero | Titolo italiano | Titolo originale                       | Trama |
| ------ | --------------- | -------------------------------------- | ----- |
| 1      |                 | The Back To School Issue               |       |
| 2      |                 | The Hot Or Not Issue                   |       |
| 3      |                 | The Love Me, Love Me Not Issue         |       |
| 4      |                 | The Weekend Issue                      |       |
| 5      |                 | The Just Friends Issue                 |       |
| 6      |                 | The Love Triangle Issue                |       |
| 7      |                 | The Date Night Issue                   |       |
| 8      |                 | The Double Trouble Issue               |       |
| 9      |                 | The Bollywood Issue (The Jai Ho Issue) |       |
| 10     |                 | The Bully Issue                        |       |
| 11     |                 | The Truth Hurts Issue                  |       |
| 12     |                 | The Career Day Issue                   |       |
| 13     |                 | The Into The Future Issue              |       |
| 14     |                 | The Buzz Club Issue                    |       |
| 15     |                 | The Extreme Shakespeare Issue          |       |
| 16     |                 | The Mum's The Word Issue               |       |
| 17     |                 | The Third Wheel Issue                  |       |
| 18     |                 | The Plan B Issue                       |       |
| 19     |                 | The Comeback Issue                     |       |
| 20     |                 | The Issue Issue                        |       |
| 21     |                 | The Switcheroo Issue                   |       |
| 22     |                 | The Live From Teen Buzz Issue          |       |
| 23     |                 | The Hip Hop Issue                      |       |
| 24     |                 | The You're Toast Issue                 |       |
| 25     |                 | The Meet The Wilders Issue             |       |
| 26     |                 | The Final Issue                        |       |